# Remez – Ramat Sapir
Remez – Ramat Sapir (hebrejsky רמז – רמת ספיר‎) je část města Haifa v Izraeli. Tvoří podčást 8. městské čtvrti Ramot Neve Ša'anan.
Jde o územní jednotku vytvořenou pro administrativní, demografické a statistické účely. Zahrnuje západní část čtvrti Ramot Neve Ša'anan, ležící na sídelních terasách v pohoří Karmel, oddělených četnými zalesněnými údolími, jimiž protékají sezónní toky (vádí). Nacházejí se tu obytné okrsky Ramat Chen, Ramot Remez a Ramat Sapir a nezastavěný vrch Giv'at Zemer.
Populace je židovská, bez arabského prvku. Rozkládá se na ploše 1,64 kilometru čtverečního. V roce 2008 zde žilo 9 720 lidí, z toho 8 800 židů.